# (35276) 1996 RS25
1996 RS25 (asteroide 35276) é um asteroide troiano de Júpiter. Possui uma excentricidade de 0.07545340 e uma inclinação de 13.04271º.
Este asteroide foi descoberto no dia 13 de setembro de 1996 por NEAT em Haleakala.